# Chubu-myeon
Chubu-myeon (koreanska: 추부면) är en socken i kommunen Geumsan-gun i provinsen Södra Chungcheong i Sydkorea, 160 km söder om huvudstaden Seoul.